# Jasen, Domžale
Jasen je naselje v Občini Domžale.